# Мурыгин, Алексей Геннадьевич
Алексе́й Генна́дьевич Муры́гин (род. 16 ноября 1986 года, Хабаровск) — российский хоккеист, вратарь.

## Биография
Начинал заниматься хоккеем в школе родного «Амура», выбрал позицию вратаря. Дебютировал во второй команде хабаровчан по ходу сезона 2005/2006, в регулярном чемпионате сыграл 33 матча, пропустив 108 шайб. Дублеры «Амура» выступили не очень удачно, заняв последнее место в дивизионе «Сибирь — Дальний Восток» третьей по силе российской лиги.
Следующий сезон тоже начинал в «Амуре-2», но уже в конце первого месяца чемпионата был вызван в главную команду, дебют в Суперлиге состоялся 19 октября 2006 года в выездном поединке против СКА. Мурыгин вышел за 11 минут до окончания третьего периода при счете 1:4 и оставил свои ворота в неприкосновенности. Во время ноябрьской паузе в чемпионате состав хабаровчан пополнил канадский голкипер Тайлер Мосс, так что Мурыгин вернулся во вторую команду. Всего в сезоне 2006/2007 сыграл за «Амур-2» 22 матча, пропустил 64 шайбы.
В сезоне 2007/2008 все три раза появлялся на льду по ходу встреч — против «Торпедо», «Магнитки» и «Динамо». Пропустил одну шайбу за 13 минут игрового времени. Сыграл 13 матчей за «Амур»-2, пропустив 44 шайбы.
В сезоне 2008/2009 был отдан в аренду в клуб высшей лиги — «Ермак» из Ангарска. Там он стал основным голкипером, выиграв конкуренцию у более опытного Федченко. По ходу регулярного чемпионата он принял участие в 41 игре, пропустив 99 шайб. В первом раунде Кубка Братины ангарчане проиграли «Молоту-Прикамье» в решающем поединке, а Мурыгин защищал ворота во всех пяти встречах, пропустив двенадцать шайб. Сезон 2009/2010 также начинал в «Ермаке», провел в команде Высшей лиги практически половину регулярного чемпионата, отыграв 26 матчей и пропустив 66 шайб. В январе был вызван в «Амур», впервые попал в заявку на матч КХЛ 7 января 2010 года. Его дебют в лиге состоялся 11 января в домашнем поединке против новокузнецкого «Металлурга», когда он появился на льду по ходу второго периода после травмы Тайлера Мосса. За оставшееся до сирены время гости нанесли по его воротам восемь бросков, Мурыгин справился со всеми, но в серии буллитов команда уступила. 28 января впервые не пропустив ни одной шайбы в выездном поединке против «Трактора». В выездной встрече с «Торпедо» отразил 42 броска, позволив хабаровчанам выиграть со счетом 4:2. Всего в сезоне Мурыгин сыграл за «Амур» 14 матчей, одержал четыре победы, пропустив 43 шайбы. Его коэффициент надежности составил 3,24, а процент отраженных бросков 90,3.
В следующем сезоне составил вратарскую бригаду хабаровчан вместе с канадцем Янном Дани. Всего в 32 проведенных матчах Мурыгин одержал шесть побед, пропустил 83 шайбы, его коэффициент надежности составил 3,09, а процент отраженных бросков — 91,3. После окончания сезона был вызван во вторую сборную России для участия в турнире, проходившем в Словении. Там принял участие в двух играх, пропустил три шайбы.
В сезоне 2011/2012 партнером Мурыгина по вратарской бригаде «Амура» был словак Ян Лашак. В середине сентября стал играть с ним по очереди, а из восьми первых матчей выиграл шесть. Всего принял участие в 29 матчах регулярного чемпионата, одержал 13 побед, пропустил 64 шайбы, коэффициент надежности составил 2,21, процент отраженных бросков — 93,0. По последнему показателю он разделил первое место в лиге с ещё двумя голкиперами.
Сезон 2012/2013 Мурыгин начинал в качестве основного голкипера «Амура». Сезон у него получился коротким по причине травмы, полученной в начале декабря, из-за неё пропустил остаток регулярного чемпионата. Всего в 22 матчах одержал семь побед, пропустив 57 шайб, коэффициент надежности составил 2,63, а процент отраженных бросков 91,0.
Сезон 2013/2014 Мурыгин начинал в составе бригады с финским голкипером Микой Ярвиненом. В итоге принял участие в 31 игре, одержал 7 побед, пропустил 90 шайб, коэффициент надежности составил 2,98, процент отраженных бросков — 91,4.
Начало регулярного чемпионата 2014/2015 получилось у Мурыгина скомканным по причине травмы, полученной уже на старте сезона. Он сыграл в первом матче хабаровчан, затем же пропустил полтора месяца. К середине декабря был лидером КХЛ по проценту отраженных бросков и незадолго до окончания срока обмена перешел в магнитогорский «Металлург». Суммарно провел 25 матчей в регулярном чемпионате, пропустил 51 шайбу, коэффициент надежности составил 2,38, процент отраженных бросков — 93,4.
После окончания сезона был вызван в сборную России, вместе с которой начинал подготовку к чемпионату мира, сыграл в одном матче Еврочелленджа, пропустив две шайбы во встрече со швейцарцами.
4 мая 2015 года подписал трехлетний контракт с ярославским «Локомотивом».
27 сентября 2015 года побил рекорд КХЛ по продолжительности «сухой» серии, а впоследствии установил его на отметке 302 минуты и 11 секунд.
2 июля 2018 года ярославский «Локомотив» расторг контракт с Мурыгиным по обоюдному соглашению сторон, выплатив вратарю неустойку в размере 17 млн рублей.
9 ноября 2018 года было объявлено о возвращении Алексея Мурыгина в «Амур». 
Осенью 2020 года Мурыгин заявил, что с февраля 2019 года боролся с высокодифференцированным плоскоклеточным раком миндалины. 
В мае 2021 года заключил просмотровый контракт с нижегородским «Торпедо». Позже получил полноценный контракт.

## Статистика выступлений
Последнее обновление: 11 января 2016 года
| Сезон           | Команда         | Лига            | Игр | М     | ПШ  | «0» | КН   |
| --------------- | --------------- | --------------- | --- | ----- | --- | --- | ---- |
| 2005/06         | Амур-2          | Первая лига     | 33  |       | 108 |     |      |
| 2006/07         | Амур            | Суперлига       | 2   | 36    | 4   |     | 6.63 |
| 2006/07         | Амур-2          | Первая лига     | 22  |       | 64  |     |      |
| 2007/08         | Амур-2          | Первая лига     | 13  |       | 44  |     |      |
| 2007/08         | Амур            | Суперлига       | 3   | 13    | 1   |     | 4.70 |
| 2008/09         | Ермак           | Высшая лига     | 41  | 2168  | 99  |     | 2.74 |
| 2009/10         | Ермак           | Высшая лига     | 26  |       | 66  |     |      |
| 2009/10         | Амур            | КХЛ             | 14  | 796   | 43  | 1   | 3.24 |
| 2010/11         | Амур            | КХЛ             | 32  | 1610  | 83  | 0   | 3.09 |
| 2011/12         | Амур            | КХЛ             | 33  | 1975  | 78  | 3   | 2.37 |
| 2012/13         | Амур            | КХЛ             | 22  | 1299  | 57  | 1   | 2.63 |
| 2013/14         | Амур            | КХЛ             | 31  | 1809  | 90  | 1   | 2.98 |
| 2014/15         | Амур            | КХЛ             | 18  | 984   | 38  | 0   | 2.32 |
| 2014/15         | Металлург Мг    | КХЛ             | 7   | 302   | 13  | 1   | 2.58 |
| 2015/16         | Локомотив       | КХЛ             | 27  | 1583  | 31  | 13  | 1.18 |
| Всего в КХЛ     | Всего в КХЛ     | Всего в КХЛ     | 184 | 10358 | 433 | 19  | 2.54 |
| Всего в карьере | Всего в карьере | Всего в карьере | 324 |       | 819 | 19  |      |